# Wapen van Brongerga

Wapen van Brongerga

Het wapen van Brongerga is het wapen van de Nederlandse buurtschap Brongerga, in de Friese gemeente Heerenveen. Het wapen werd in 2018 geregistreerd.

## Geschiedenis
Het wapen van Brongerga werd reeds in 2012 ingezonden als een ontwerp voor het dorp Oranjewoud waar Brongerga tot behoort. Dit wapen werd echter afgewezen op een vergadering van plaatselijk belang. De Stichting ‘Brongergea op de Kaert’ heeft dit ontwerp geaccepteerd voor de buurtschap Brongerga daar het wapen al gebruikt was voor een windwijzer op de plaatselijke klokkenstoel. Voor Oranjewoud zelf is een ander voorstel gedaan waarin de lelie uit het wapen van Schoterland is opgenomen.

Het tweede voorstel voor het wapen van Oranjewoud. Dit wapen is nog niet geregistreerd.

## Beschrijving
De blazoenering van het wapen in het Fries luidt als volgt:
yn goud in blau frijkertier belein mei in antike haadletter B fan sulver, yn it goud lofts beselskippe fan in jachthoarn fan blau, sierd fan sulver en iepene en snuorre fan read; yn it ûnderste diel fan it skyld in griene tûke, útrinnend yn trijen, mei oan elke tûke sân blêden, oan de beide bûtenste tûken boppeyn twa en oan de middelste tûke trije oranje apels.
De Nederlandse vertaling luidt als volgt: 
in goud een blauw vrijkwartier belegd met een antieke hoofdletter B van zilver, in het goud links vergezeld van een jachthoorn van blauw, versierd van zilver en geopend en gesnoerd van rood; in het onderste deel van het schild een groene tak, uitlopend in drieën, met aan elke tak zeven bladen, aan de beide buitenste takken bovenin twee en aan de middelste tak drie oranje appels.
De heraldische kleuren zijn: goud (goud), azuur (blauw), zilver (zilver), keel (rood), sinopel (groen) en oranje (oranje).

## Symboliek
- Gouden veld: staat voor de zandgrond waar de buurtschap op gelegen is.[2]
- Vrijkwartier met letter B: staat voor de buurtschap Brongerga die eertijds een volwaardig kerkdorp was.[1]
- Jachthoorn: ontleend aan het wapen van het vorstendom Orange. Albertine Agnes van Nassau bezat te Oranjewoud het Paleis Oranjewoud.[1] Het dorp Oranjewoud dankt zijn naam aan de aanwezigheid van de Oranjes.
- Tak met oranje appels: sprekend deel van het wapen. Het verwijst naar de plaatsnaam Oranjewoud.[1]

Wapen van het vorstendom Orange.

## Zie ook

Vlag van Brongerga